# Renul alb
Renul alb (titlul original: în finlandeză Valkoinen peura) este un film dramatic finlandez, realizat în 1952 de regizorul Erik Blomberg, după o veche legendă populară laponă, protagoniști fiind actorii Mirjami Kuosmanen, Kalervo Nissilä, Åke Lindman și Arvo Lehesmaa.

## Rezumat
În peisajul finlandez înzăpezit, o femeie pe nume Maarita dă naștere unei fiice, pe care o numește Pirita. La scurt timp după nașterea ei, se profetizează că Pirita va deveni parte a tradiționalului joik. Ani mai târziu, Pirita, acum adultă, participă la concursurile anuale de reni. Aici, ea concurează cu un tânăr păstor de reni, Aslak. Cei doi se îndrăgostesc repede și se căsătoresc la scurt timp după asta. Aslak trebuie să petreacă timp plecat la serviciu, lăsând-o singură pe proaspăta sa mireasă.
În efortul de a-și atenua singurătatea și de a aprinde pasiunea conjugală, Pirita merge să ceară ajutor șamanului local Tsalkku-Nilla, care pregătește o poțiune și recită o vrajă. Șamanul îi îndrumă pe Pirita să sacrifice prima creatură pe care o întâlnește în Marea Seita, un cimitir sacru de reni, care va face orice bărbat să se îndrăgostească de ea. Din păcate, prima creatură pe care o întâlnește este un ren alb pe care Aslak l-a eliberat. Deși sacrifică renul, ritualul merge prost. În timp ce ea este capabilă să atragă orice bărbat, în timpul fiecărei luni pline ea dobândește puteri supranaturale și se transformă într-un ren alb ucigaș.
Într-o noapte, păstorii de reni observă un ren alb misterios cutreierând în sălbăticie. În timp ce unul dintre păstori, Niila, reușește să-l prindă în timp ce este singur, acesta devine înapoi în Pirita, care îl ucide prompt. Nopțile trec și un alt păstor moare în același mod, punând satul în panică, crezând că vrăjitoria este cauza deceselor. Vorba zboară și un pădurar sosește în curând din sudul Finlandei, înlăturând superstiția localnicului. Mai târziu, el întâlnește creatura și este pe cale să tragă în ea, dar pușca lui se blochează de la sine. Renul se transformă apoi în Pirita în fața ochilor bărbatului, care fuge îngrozit. În ferma de reni, el susține că Pirita este vrăjitoare.
Mai târziu, în timpul nunții unuia dintre săteni, Pirita le apare mirilor ca renul alb. Mirele, încântat de creatură, o urmărește în pustiu și nu mai este văzut niciodată. Incidentul convinge întregul sat că Pirita este o vrăjitoare și se înarmează cu sulițe de fier și formează o poteră pentru a o vâna. Realizând că a fost descoperită, Pirita fuge din sat în timp ce alternează între forma ei umană și cea de ren. Ea încearcă să caute ajutor de la șaman, doar pentru a descoperi că el a fost ucis, forțând-o să fugă. Ajunsă la locul sacrificiului, Pirita imploră milă de la Seida fără niciun rezultat, transformându-se din nou în renul alb. Înainte ca ea să poată scăpa, Aslak, primul care o ajunge din urmă, își aruncă sulița în ea. Rănită de moarte, Pirita revine la forma ei umană, murind exact când sosesc ceilalți săteni.

## Distribuție
- Mirjami Kuosmanen – Pirita și ca Maarita, mama Piritei
- Kalervo Nissilä – Aslak
- Åke Lindman – pădurarul
- Arvo Lehesmaa – Tsalkku-Nilla, șaman
- Jouni Tapiola – păstorul de reni

nemenționați
- Tyyne Haarla – o femeie mai în vârstă
- Pentti Irjala – naratorul
- Edvin Kajanne – un păstor de reni
- Kauko Laurikainen – omul cu pălărie lapon
- Heimo Lepistö – bărbatul bogat
- Osmo Osva – un păstor de reni
- Aarne Tarkas – mirele
- Inke Tarkas – mireasa
- Evald Terho – tatăl Piritei
- Kaarlo Wilska – un păstor de reni

## Premii și nominalizări
- 1953 Festivalul de Film de la Cannes – Premiul Internațional de Film Legendar
- 1957 Globul de Aur – Cel mai bun film străin
- 1952 Jussi Awards – cea mai bună actriță, cel mai bun film și cea mai bună coloană sonoră

## Lansare
Filmul Renul alb a avut premiera în Turku, Finlanda pe data de 18 iulie 1952.
În România premiera filmului a avut loc la data de 2 martie 1964 la cinematograful „Capitol” din capitală.